# 3715-ös busz
A 3715-ös jelzésű autóbuszvonal Miskolc, Szikszó és Aszaló között húzódó regionális vonal, amelyet a Volánbusz Zrt. üzemeltet.

## Útvonala
A miskolci autóbusz-állomásról indul. A 3-as főúton indul el Szikszó irányába a Zsolcai kapun keresztül. A Gömöri felüljárón, a miskolci Volán- és MVK-telep szomszédságában közlekedik, eközben a Sajó folyót keresztezi, illetve több bevásárlóközpont mellett vezet útja. Az M30-as autópálya alatt átmegy, majd elhagyja a megyeszékhelyet.
Északkeleti irányban elhalad a felsőzsolcai ipari park közelében, illetve hosszú egyenesen át ér első településére, Szikszóra. A Hell üzemei mentén a városi gimnáziumnál a központba hajt, a legnagyobb forgalmat lebonyolító Táncsics utcai megállóban ágazik el a szikszói kórház felé, mint ahogy a 3710-es buszok Szikszóig közlekedő járatai. 

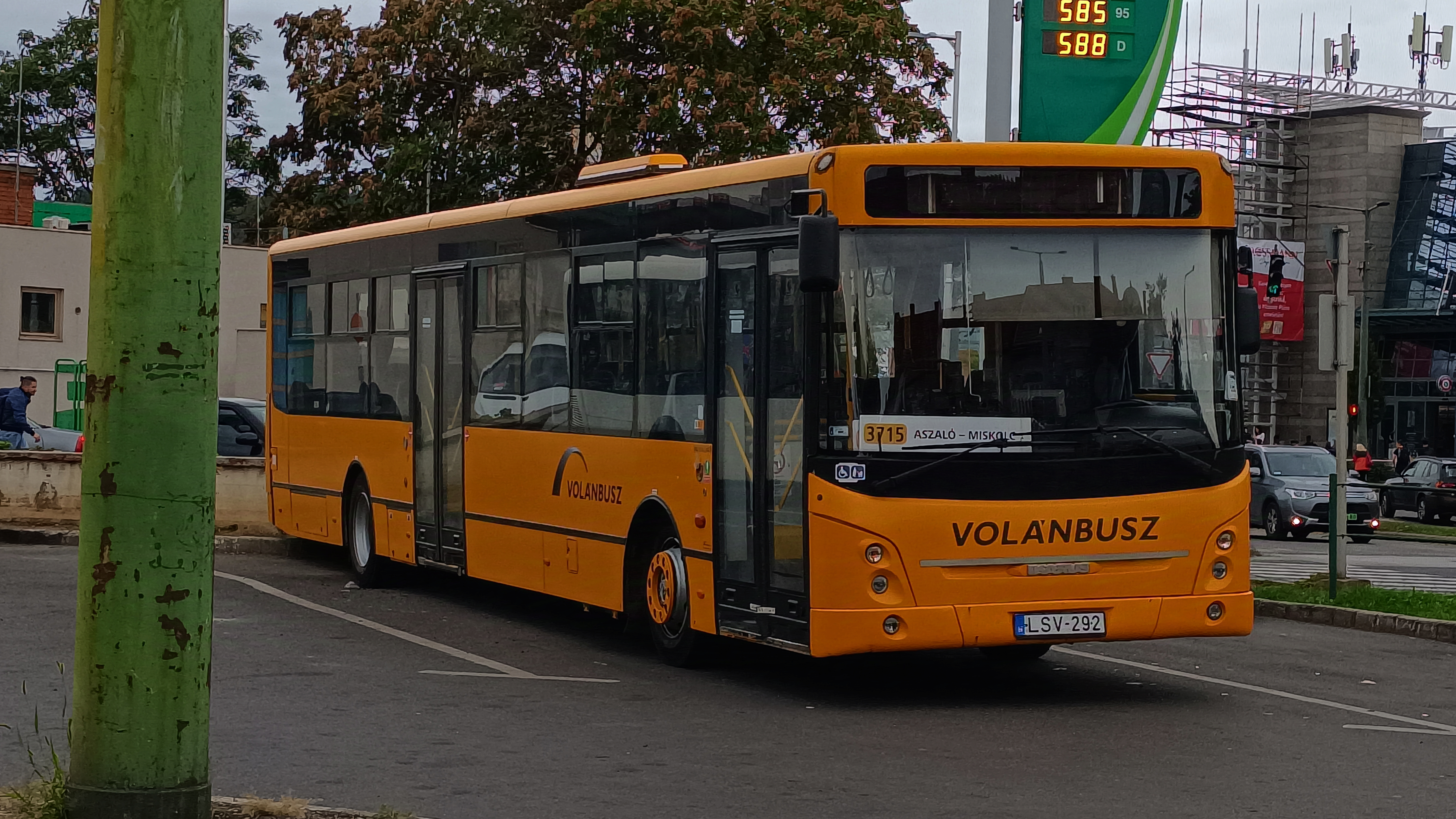
A buszvonalra csúcsidőn kívül elég a szóló is

Tovább a főúton Encs felé a szomszédos község a végállomás, Aszaló. A települést a főút keresztezi, azonban az áthaladó járatok nagyobbik része nem fedi le a keleti részében élőket, az állomáson túl lakókat. A járat erre nyújt megoldást, összes indítása itt végállomásozik, a faluházánál. 

## Közlekedése
Indításai legfőképpen tanítási napokon történnek, kizárólag betétjárati szerepeket tölt be, munkaszüneti napon nincs indítás. Aszalón többek között Baktakéket feltáró (3716, 3719, 3722), Encsre is eljutást biztosító (3720, 3722, 3723, 3728), Halmajon át ingázó (3721) és egészen Hidasnémetiig közvetlen eljutást nyújtó (3723) járatok is áthaladnak, összevetve magas indításszámokkal. 
Ezek közül a faluközpontot a baktakéki (3716, 3722), a krasznokvajdai (3719), az encsi (3720, 3722) és a felsődobszai (3721) járatok némelyike fűzi útvonalára. 
| Viszonylat                       | Indításszám     | Közlekedési rend          |
| -------------------------------- | --------------- | ------------------------- |
| Miskolc, aut. áll. – Aszaló, kh. | 6 pár           | tanítási napokon          |
| Miskolc, aut. áll. – Aszaló, kh. | 4 oda, 3 vissza | tanszünetben munkanapokon |
| Miskolc, aut. áll. – Aszaló, kh. | 2 oda, 1 vissza | szabadnapokon             |

## Megállóhelyei
| 0  | Miskolc, autóbusz-állomás végállomás | 0.0 km  | 1, 1G, 3, 3A, 4, 7, 11, 12G, 20, 20A, 24, 28, 32, 34G, 35, 43, 44, 45, 101B, 900, 914, 935 1050, 1053, 1369, 1370, 1372, 1373, 1374, 1375, 1376, 1377, 1380, 1381, 1383, 1384, 1410, 1411 3700, 3701, 3702, 3703, 3704, 3705, 3706, 3707, 3708, 3709, 3710, 3711, 3712, 3714, 3716, 3717, 3718, 3719, 3720, 3721, 3722, 3723, 3724, 3726, 3727, 3728, 3729, 3730, 3731, 3733, 3734, 3735, 3736, 3737, 3738, 3739, 3740, 3741, 3742, 3743, 3744, 3745, 3746, 3747, 3748, 3749, 3750, 3751, 3752, 3753, 3754, 3755, 3757, 3760, 3761, 3764, 3765, 3766, 3767, 3770, 3772, 3773, 3774, 3775, 3776, 3777, 4019 |
| 1  | Miskolc, Baross Gábor utca           | 1.5 km  | 7, 8 3706, 3710, 3712, 3716, 3717, 3718, 3719, 3720, 3721, 3722, 3723, 3724, 3726, 3727, 3728, 3729, 3730, 3731, 3733, 3734, 3735, 3736, 3737 |
| 2  | Miskolc, Szondi György utca          | 2.0 km  | 1, 1G, 3A, 7, 8, 12G, 14G, 20, 21, 21G, 30, 31, 32, 34G, 35, 35G, 101B, 900, 901, 935, Auchan 1 3706, 3710, 3712, 3716, 3717, 3718, 3719, 3720, 3721, 3722, 3723, 3724, 3726, 3727, 3728, 3729, 3730, 3731, 3733, 3734, 3735, 3736, 3737 |
| 3  | Miskolc, Fonoda utca                 | 2.3 km  | 7 3706, 3710, 3712, 3716, 3717, 3718, 3719, 3720, 3721, 3722, 3723, 3724, 3726, 3727, 3728, 3729, 3730, 3731, 3733, 3734, 3735, 3736, 3737 |
| 4  | Miskolc, Metro áruház                | 3.3 km  | 7 3706, 3710, 3712, 3716, 3717, 3718, 3719, 3720, 3721, 3722, 3723, 3724, 3726, 3727, 3728, 3729, 3730, 3731, 3733, 3734, 3735, 3736, 3737 |
| 5  | Miskolc, Auchan áruház               | 3.8 km  | 7, Auchan 1 3706, 3710, 3712, 3716, 3717, 3718, 3719, 3720, 3721, 3722, 3723, 3724, 3726, 3727, 3728, 3729, 3730, 3731, 3733, 3734, 3735, 3736, 3737 |
| 6  | Felsőzsolca, ipari park bejárati út  | 7.5 km  | 3710, 3712, 3716, 3717, 3718, 3719, 3720, 3721, 3722, 3723, 3728 |
| 7  | 3-as számú út, 186-os kilométer      | 8.2 km  | 3710, 3712, 3716, 3717, 3718, 3719, 3720, 3721, 3722, 3723, 3728 |
| 8  | Szikszó, Turul                       | 11.2 km | 3710, 3712, 3716, 3717, 3718, 3719, 3720, 3721, 3722, 3723, 3728 |
| 9  | Ongaújfalui elágazás                 | 12.9 km | 3710, 3712, 3716, 3717, 3718, 3719, 3720, 3721, 3722, 3723, 3728 |
| 10 | Szikszó, Hell Energy Kft.            | 14.1 km | 3710, 3712, 3716, 3717, 3718, 3719, 3720, 3721, 3722, 3723, 3728 |
| 11 | Szikszó, Miskolci utca 83.           | 15.5 km | 3710, 3712, 3716, 3717, 3718, 3719, 3720, 3721, 3722, 3723, 3728 |
| 12 | Szikszó, gimnázium                   | 16.2 km | 3710, 3712, 3716, 3717, 3718, 3719, 3720, 3721, 3722, 3723, 3728 |
| 13 | Szikszó, Rákóczi út Penny            | 16.9 km | 3710, 3712, 3716, 3717, 3718, 3719, 3720, 3721, 3722, 3723, 3728 |
| 14 | Szikszó, Táncsics utca               | 17.2 km | 3710, 3712, 3713, 3716, 3717, 3718, 3719, 3720, 3721, 3722, 3723, 3728 |
| 15 | Szikszó, kórház                      | 18.5 km | 3710, 3716, 3719, 3720, 3721, 3722, 3723, 3728 |
| 16 | Aszaló, bejárati út                  | 21.0 km | 3716, 3719, 3720, 3721, 3722, 3723, 3728 |
| 17 | Aszaló, Kossuth utca                 | 21.7 km | 3716, 3719, 3720, 3721, 3722 személyvonat – Aszaló [90.] |
| 18 | Aszaló, községháza végállomás        | 22.7 km | 3716, 3719, 3720, 3721, 3722 |